# Les Amoureux (film, 1994)
Pour les articles homonymes, voir Les Amoureux.
Pour plus de détails, voir Fiche technique et Distribution.
Les Amoureux est un film français réalisé par Catherine Corsini, sorti en 1994.

## Synopsis
Marc et Viviane, frère et sœur, ont des vies sentimentales tourmentées. Viviane accepte tout des hommes, Marc découvre son homosexualité.

## Fiche technique
- Titre original : Les Amoureux
- Réalisation : Catherine Corsini
- Scénario : Catherine Corsini, Pascale Breton
- Production : Jean-Michel Rey
- Photographie : Ivan Kozelka
- Montage : Agnès Guillemot
- Décors : Laurent Allaire
- Costumes : Pierre-Yves Gayraud
- Pays :  France
- Genre : Drame et romance
- Durée : 88 minutes
- Format : couleur
- Date de sortie :  France : 1er juin 1994

## Distribution
- Nathalie Richard : Viviane
- Pascal Cervo : Marc
- Olaf Lubaszenko : Tomek
- Loïc Maquin : Ronan
- Xavier Beauvois : L'amant de Marc
- Jean-Paul Dermont : L'entrepreneur
- Clovis Cornillac : Charmillet
- Stéphane Jobert : Trisson
- Gérard Barreaux : Le père
- Christine Vézinet : La mère
- Maïté Deram : Amélie
- Maxime Dejode : Gregory
- Isabelle Nanty : Maryline
- Vincent Grass : M.. Godfroy

## Distinctions
1992 : Primé sur scénario dans le cadre de l'Aide à la Création de la Fondation Gan pour le Cinéma